# Timepieces: The Best of Eric Clapton
Timepieces: The Best of Eric Clapton ist ein Greatest-Hits-Album des britischen Rockmusikers Eric Clapton. Es erschien 1982 unter den Labels Polydor und RSO.

## Hintergrund
Im Jahr 1982 verließ Clapton RSO und Polydor Records, um sein eigenes Label Duck Records unter Vertrieb von Warner Bros. zu gründen. Nachdem Clapton die beiden Plattenfirmen verlassen hatte, veröffentlichte er zwei Timepieces – Alben. Ein Großteil der Songs wurde schon einmal veröffentlicht. Die meisten Lieder stammen aus den Alben 461 Ocean Boulevard (1974) und Slowhand (1977).

## Titelliste
| Nr.          | Titel                     | Autor(en)                              | aus dem Album                       | Länge |
| ------------ | ------------------------- | -------------------------------------- | ----------------------------------- | ----- |
| 1.           | I Shot the Sheriff        | Bob Marley                             | 461 Ocean Boulevard                 | 4:23  |
| 2.           | After Midnight            | J.J. Cale                              | Eric Clapton                        | 3:08  |
| 3.           | Knockin’ on Heaven’s Door | Bob Dylan                              | –                                   | 4:21  |
| 4.           | Wonderful Tonight         | Eric Clapton                           | Slowhand                            | 3:39  |
| 5.           | Layla                     | Eric Clapton, Jim Gordon               | Layla and Other Assorted Love Songs | 7:06  |
| 6.           | Cocaine                   | J.J. Cale                              | Slowhand                            | 3:34  |
| 7.           | Lay Down Sally            | Eric Clapton, Marcy Levy, George Terry | Slowhand                            | 3:49  |
| 8.           | Willie and the Hand Jive  | Johnny Otis                            | 461 Ocean Boulevard                 | 3:28  |
| 9.           | Promises                  | Richard Feldman, Roger Linn            | Backless                            | 3:00  |
| 10.          | Swing Low, Sweet Chariot  | – (arr. Eric Clapton)                  | There’s One in Every Crowd          | 3:29  |
| 11.          | Let It Grow               | Eric Clapton                           | 461 Ocean Boulevard                 | 4:55  |
| Gesamtlänge: | Gesamtlänge:              | Gesamtlänge:                           | Gesamtlänge:                        | 44:52 |

## Kommerzieller Erfolg

### Chartplatzierungen

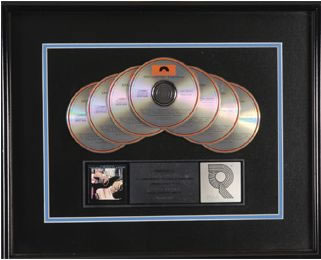
7-fache Platin-Schallplatte der RIAA.

Kritiker Stephen Thomas Erlewine der Musikwebsite Allmusic bezeichnete die Kompilation als „gute Einzel-CD Kollektion mit Claptons Solohits“ („good single-disc collection of Eric Clapton's solo hits[…]“) und vergab insgesamt vier der fünf möglichen Bewertungseinheiten für das Album. Country-Legende Steve Wariner bezeichnet die Stücke auf dem Album als seine beste Arbeit und lobte die Vielseitigkeit an der Kompilation. 1982 erreichte das Album Platz 101 der Billboard 200 und belegte Rang 20 der britischen Albumcharts im selben Jahr.  Sechs Jahre später stieg die Kompilation auf Rang 65 der niederländischen Albumcharts. Im Jahr 1993 belegte das Album Position 22 der Albumcharts in Neuseeland.
| ChartsChartplatzierungen       | Höchstplatzierung | Wochen |
| ------------------------------ | ----------------- | ------ |
| Vereinigte Staaten (Billboard) | 101 (14 Wo.)      | 14     |
| Vereinigtes Königreich (OCC)   | 20 (16 Wo.)       | 16     |

### Auszeichnungen für Musikverkäufe
Das Billboard Magazine listete das Album mit mehr als 13 Millionen verkauften Exemplaren auf Rang 166 der 300 weltweit meistverkauften Alben. Die hier aufgeführten Verkaufszahlen belaufen sich auf mehr als acht Millionen.
| Land/Region                  | Auszeichnungen für Musikverkäufe (Land/Region, Auszeichnung, Verkäufe) | Verkäufe  |
| ---------------------------- | ---------------------------------------------------------------------- | --------- |
| Argentinien (CAPIF)          | Platin                                                                 | 60.000    |
| Japan (RIAJ)                 | Diamant                                                                | 1.000.000 |
| Neuseeland (RMNZ)            | 8× Platin                                                              | 160.000   |
| Niederlande (NVPI)           | Platin                                                                 | 100.000   |
| Österreich (IFPI)            | Platin (PG 1994) + · Platin (PG 1996)                                  | 100.000   |
| Schweiz (IFPI)               | Gold                                                                   | 25.000    |
| Vereinigte Staaten (RIAA)    | 7× Platin                                                              | 7.000.000 |
| Vereinigtes Königreich (BPI) | Gold                                                                   | 100.000   |
| Insgesamt                    | 2× Gold · 19× Platin · 1× Diamant ·                                    | 8.585.000 |

Hauptartikel: Eric Clapton/Auszeichnungen für Musikverkäufe